# Syngastes gregoryi
Syngastes gregoryi är en kräftdjursart som beskrevs av Otto Pesta 1932. Syngastes gregoryi ingår i släktet Syngastes och familjen Tegastidae. Inga underarter finns listade i Catalogue of Life.